# Vuelta a Burgos
Vuelta a Burgos je etapový cyklistický závod konaný v Provincii Burgos ve Španělsku. Od roku 2005 se závod konal na úrovni 2.HC v rámci UCI Europe Tour. Od roku 2020 je součástí UCI ProSeries. Posledním vítězem (k roku 2025) je Mexičan Isaac del Toro.

## Seznam vítězů
| Rok       | Země          | Jezdec                | Tým                         |
| --------- | ------------- | --------------------- | --------------------------- |
| 1946      | Španělsko     | Bernardo Capó         |                             |
| 1947      | Španělsko     | Bernardo Ruiz         |                             |
| 1948–1980 | Nejelo se     | Nejelo se             | Nejelo se                   |
| 1981      | Španělsko     | Faustino Rupérez      | Zor–Helios–Novostil         |
| 1982      | Španělsko     | José Luis Laguía      | Reynolds                    |
| 1983      | Španělsko     | Ángel de las Heras    | Kelme                       |
| 1984      | Španělsko     | Federico Echave       | Teka                        |
| 1985      | Španělsko     | José Recio            | Kelme–Merckx                |
| 1986      | Španělsko     | Marino Lejarreta      | Seat–Orbea                  |
| 1987      | Španělsko     | Marino Lejarreta      | Caja Rural–Orbea            |
| 1988      | Španělsko     | Marino Lejarreta      | Caja Rural–Orbea            |
| 1989      | Španělsko     | Francisco Antequera   | BH                          |
| 1990      | Španělsko     | Marino Lejarreta      | ONCE                        |
| 1991      | Španělsko     | Pedro Delgado         | Banesto                     |
| 1992      | Švýcarsko     | Alex Zülle            | ONCE                        |
| 1993      | Španělsko     | Laudelino Cubino      | Amaya Seguros               |
| 1994      | Francie       | Armand de las Cuevas  | Castorama                   |
| 1995      | Švýcarsko     | Laurent Dufaux        | Festina                     |
| 1996      | Švýcarsko     | Tony Rominger         | Mapei–GB                    |
| 1997      | Francie       | Laurent Jalabert      | ONCE                        |
| 1998      | Španělsko     | Abraham Olano         | Banesto                     |
| 1999      | Španělsko     | Abraham Olano         | ONCE–Deutsche Bank          |
| 2000      | Itálie        | Leonardo Piepoli      | Banesto                     |
| 2001      | Španělsko     | Juan Miguel Mercado   | iBanesto.com                |
| 2002      | Španělsko     | Francisco Mancebo     | iBanesto.com                |
| 2003      | Španělsko     | Pablo Lastras         | iBanesto.com                |
| 2004      | Španělsko     | Alejandro Valverde    | Comunidad Valenciana–Kelme  |
| 2005      | Španělsko     | Juan Carlos Domínguez | Saunier Duval–Prodir        |
| 2006      | Španělsko     | Iban Mayo             | Euskaltel–Euskadi           |
| 2007      | Kolumbie      | Mauricio Soler        | Barloworld                  |
| 2008      | Španělsko     | Xabier Zandio         | Caisse d'Epargne            |
| 2009      | Španělsko     | Alejandro Valverde    | Caisse d'Epargne            |
| 2010      | Španělsko     | Samuel Sánchez        | Euskaltel–Euskadi           |
| 2011      | Španělsko     | Joaquim Rodríguez     | Team Katusha                |
| 2012      | Španělsko     | Daniel Moreno         | Team Katusha                |
| 2013      | Kolumbie      | Nairo Quintana        | Movistar Team               |
| 2014      | Kolumbie      | Nairo Quintana        | Movistar Team               |
| 2015      | Estonsko      | Rein Taaramäe         | Astana                      |
| 2016      | Španělsko     | Alberto Contador      | Tinkoff                     |
| 2017      | Španělsko     | Mikel Landa           | Team Sky                    |
| 2018      | Kolumbie      | Iván Sosa             | Androni Giocattoli–Sidermec |
| 2019      | Kolumbie      | Iván Sosa             | Team Sky                    |
| 2020      | Belgie        | Remco Evenepoel       | Deceuninck–Quick-Step       |
| 2021      | Španělsko     | Mikel Landa           | Team Bahrain Victorious     |
| 2022      | Francie       | Pavel Sivakov         | Ineos Grenadiers            |
| 2023      | Slovinsko     | Primož Roglič         | Team Jumbo–Visma            |
| 2024      | Spojené státy | Sepp Kuss             | Visma–Lease a Bike          |